# Rusłan Kołokołow
Rusłan Mykołajowycz Kołokołow (ukr. Руслан Миколайович Колоколов, ros. Руслан Николаевич Колоколов, ur. 11 marca 1966) – były radziecki i ukraiński piłkarz występujący na pozycji obrońcy.

## Kariera klubowa
Rusłan Kołokołow rozpoczynał karierę w Dinamo Kijów. W barwach tego klubu nie rozegrał jednak żadnego ligowego meczu, przez trzy sezony w latach 1985-1987 występował on w drużynie rezerw. W 1988 roku przeniósł się on do Metallista Charków i w tym samym sezonie wywalczył Puchar ZSRR. Przez cztery kolejne lata rozegrał on w barwach tego zespołu 72 spotkania w Wysszajej Lidze.
Po rozpadzie Związku Radzieckiego Metalist dołączył do ukraińskiej Premier-lihi. Kołokołow postanowił opuścić klub i w styczniu 1992 roku wraz z Wiktorem Susło przeniósł się do Igloopolu Dębica. W rundzie wiosennej sezonu 1991/1992 rozegrał on 13 spotkań a Igloopol zajął w tabeli ostatnią, 18. lokatę.
W połowie 1993 roku powrócił on na Ukrainę do zespołu Temp Szepetówka, dla którego rozegrał w Premier-lidze 28 spotkań. Następnie był graczem drugoligowej Zirki-NIBAS Kirowohrad dla której zdobył pierwszego w swojej karierze gola.
W latach 1995–1998 występował on w najwyższej klasie rozgrywkowej jako gracz Metałurha Zaporoże, Krywbasa Krzywy Róg oraz Metalista Charków, w barwach którego zakończył karierę zawodniczą. Ogółem w ukraińskiej Premier-lidze rozegrał on 135 spotkań i zdobył 3 bramki.

## Sukcesy
- 1 x Puchar Związku Radzieckiego - Metallist Charków (1988)